# آلن رودولف
آلن رودولف (انگلیسی: Alan Rudolph؛ زادهٔ ۱۸ دسامبر ۱۹۴۳) کارگردان و فیلم‌نامه‌نویس اهل ایالات متحده آمریکا است.